# Cvetana Krăsteva
Cvetana Krăsteva (in bulgaro Цветана Кръстева?; ...) è un'ex biatleta bulgara.

## Biografia
In Coppa del Mondo ottenne l'unica vittoria, nonché primo risultato di rilievo, il 30 gennaio 1988 a Ruhpolding.
In carriera prese parte a sei edizioni dei Mondiali, vincendo tre medaglie.

## Palmarès

### Mondiali
- 3 medaglie:
  - 2 argenti (sprint[2], staffetta a Feistritz 1989)
  - 1 bronzo (gara a squadre a Minsk/Oslo/Kontiolahti 1990)

### Coppa del Mondo
- 6 podi (tutti individuali[1]), oltre a quello ottenuto in sede iridata e valido anche ai fini della Coppa del Mondo:
  - 1 vittorie
  - 3 secondi posti
  - 2 terzi posti

#### Coppa del Mondo - vittorie
| Data            | Località   | Nazione        | Specialità |
| --------------- | ---------- | -------------- | ---------- |
| 30 gennaio 1988 | Ruhpolding | Germania Ovest | SP         |

Legenda:

SP = sprint